# Greatest Hits (álbum de Tom Petty and the Heartbreakers)
Greatest Hits es el primer álbum recopilatorio del grupo estadounidense Tom Petty and the Heartbreakers, publicado por la compañía discográfica MCA Records en noviembre de 1993.
Es el álbum más vendido de la carrera de la banda hasta la fecha, certificado con diez discos de platino por la RIAA, equivalente a un disco de diamante, el 13 de noviembre de 2003. El sencillo «Mary Jane's Last Dance», una de las dos canciones nuevas incluidas en el recopilatorio, fue también uno de los sencillos más populares de Tom Petty and the Heartbreakers, al alcanzar el puesto catorce en la lista Billboard Hot 100 y el primer puesto en la lista Mainstream Rock Tracks. Junto con «Mary Jane's Last Dance», la otra canción inédita de Greatest Hits fue «Something in the Air», una versión del tema de Thunderclap Newman. Aunque el álbum no contiene ninguna representación del álbum Let Me Up (I've Had Enough), incluyó tres canciones de Full Moon Fever, un álbum en solitario de Petty sin The Heartbreakers. A fecha de septiembre de 2011, Greatest Hits ha vendido más de 7 400 000 copias en los Estados Unidos.

## Lista de canciones
Todas las canciones escritas y compuestas por Tom Petty excepto donde se anota. 
| N.º | Título                           | Escritor(es)                         | Duración |  |
| 1.  | «American Girl»                  |                                      | 3:35     |  |
| 2.  | «Breakdown»                      |                                      | 2:44     |  |
| 3.  | «Listen to the Heart»            |                                      | 3:05     |  |
| 4.  | «I Need to Know»                 |                                      | 2:26     |  |
| 5.  | «Refugee»                        | Tom Petty, Mike Campbell             | 3:25     |  |
| 6.  | «Don't Do Me Like That»          |                                      | 2:44     |  |
| 7.  | «Even the Losers»                |                                      | 3:35     |  |
| 8.  | «Here Comes My Girl»             | Tom Petty, Mike Campbell             | 4:27     |  |
| 9.  | «The Waiting»                    |                                      | 4:01     |  |
| 10. | «You Got Lucky»                  | Tom Petty, Mike Campbell             | 3:38     |  |
| 11. | «Don't Come Around Here No More» | Tom Petty, David A. Stewart          | 5:07     |  |
| 12. | «I Won't Back Down»              | Tom Petty, Jeff Lynne                | 2:59     |  |
| 13. | «Runnin' Down a Dream»           | Tom Petty, Jeff Lynne, Mike Campbell | 4:25     |  |
| 14. | «Free Fallin'»                   | Tom Petty, Jeff Lynne                | 4:18     |  |
| 15. | «Learning to Fly»                | Tom Petty, Jeff Lynne                | 4:05     |  |
| 16. | «Into the Great Wide Open»       | Tom Petty, Jeff Lynne                | 3:45     |  |
| 17. | «Mary jane's Last Dance»         |                                      | 4:35     |  |
| 18. | «Something in the Air»           | Speedy Keen                          | 3:17     |  |